# Carlo Michel
Carlo Michel (San Salvatore Monferrato, 16 novembre 1842 – Alessandria, 8 dicembre 1915) è stato un imprenditore italiano, tra i promotori della diffusione e dell’uso agonistico della bicicletta in Italia tra gli ultimi decenni del XIX° secolo e i primi del XX°.

## Biografia
Carlo Michel nacque a San Salvatore Monferrato in provincia di Alessandria, figlio del commerciante di vini Clément Michel (1808-1885) e di Marie Grand (1814-1890), una famiglia originaria di Séez, in Savoia, che nel 1830 aveva lasciato la patria per stabilirsi in Piemonte, prima che la Savoia passasse dal Regno di Sardegna alla Francia nel 1860. 
La fortuna di Michel è indissolubilmente legata alla produzione e alla commercializzazione della birra di cui devenne uno del principali produttori in Italia, prima con la marca che portava il suo cognome, poi con quella di Birra Alessandria.
Tuttavia la passione che animò Michel per tutta la sua vita fu quella dei mezzi a due ruote di cui acquistò uno dei primi esemplari, un velocipede di marca Michaux, all'Esposizione universale di Parigi del 1867.
Con tale mezzo, l'imprenditore percorse le vie della città tra gli sguardi stupefatti dei concittadini per poi divenire dirigente del CVA (Circolo Velocipedisti Alessandrini) e successivamente, nel 1898, vicepresidente nazionale dell'UVI (Unione Velocipedisti Italiani).
Fu nominato Cavaliere nel 1889 e successivamente nel 1890 Ufficiale della Corona d'Italia. 
Carlo Michel fu cognato di Teresa Grillo Michel, avendo la futura beata sposato suo fratello maggiore Giovanni Battista (1837-1891), ufficiale dei Bersaglieri, morto a Napoli durante una parata militare.

## Discendenza
Il 27 dicembre 1890 Carlo Michel sposò Cleofe Levis (1848-1920) da cui ebbe una figlia, Carlotta Cleofe. 